# Le Pont-de-Montvert
Le Pont-de-Montvert är en kommun i departementet Lozère i regionen Occitanien i södra Frankrike. Kommunen ligger i kantonen Le Pont-de-Montvert som tillhör arrondissementet Florac. År 2018 hade Le Pont-de-Montvert 317 invånare.

## Befolkningsutveckling
Antalet invånare i kommunen Le Pont-de-Montvert
| Referens: INSEE |